# D9 (standard di videoregistrazione)
Il D9 (noto come Digital S all'epoca della commercializzazione) è un formato di videoregistrazione professionale digitale introdotto dalla JVC nel 1995. Il nome fu poi cambiato in D9 nel 1999 dalla SMPTE. La maggior diffusione del formato è in Europa e in Asia, ed è stato usato in qualche caso negli Stati Uniti per impieghi giornalistici, in particolare da FOX news.

## Aspetti tecnici
Il D9 usa videocassette identiche esternamente a quelle VHS, il nastro però è di qualità molto più elevata ed è rivestito da particelle di metallo puro. Il sistema di registrazione usa la compressione DV a un bitrate di 50 Mbis/s. Il video è registrato a componenti con campionamento 4:2:2, e sono supportate tutte le risoluzione standard sia in 4:3 che in 16:9.
Il formato prevede 4 canali di audio digitale a 16bit/48 kHz

## Registrazione HD
La JVC ha sviluppato un'estensione del formato chiamata D9 HD, in grado di registrare segnali ad alta definizione. Il D9 HD usa un numero doppio di testine video per registrare un flusso video a 100 Mbit/s alle risoluzioni di 720p50, 1080i50 e 1080p24. Questa variante raddoppia anche il numero di canali audio portandoli a 8, l'ideale per segnali AC3 o in altri formati multicanale usati per la trasmissione. La maggiore larghezza di banda richiesta dimezza la durata del nastro, fatto scorrere a velocità doppia

## Qualità video
La qualità video del formato è generalmente molto buona, superiore al Betacam SP e paragonabile a quella del Digital Betacam. A risoluzioni HD, la qualità è maggiore del formato HDCAM ma non così alta come nella versione HDCAM SR.

## Informazioni aggiuntive
Nonostante il D9 usi lo stesso codec video del MiniDV, il bitrate del video è significativamente maggiore. Il DVCPRO ha lo stesso bitrate del D9 e del D9 HD, ma una velocità del nastro inferiore, che lo rende meno affidabile. Alcune macchine da studio D9 dispongono di una funzione preread e di quattro canali audio a 20 bit, come quelli del Digital Betacam, nonché dell'interfaccia SDI. Il modello JVC BR-D40 è un videoregistratore in versione montabile su camcorder.